# Wieczna wojna (komiks)
Wieczna wojna (tytuł oryginału: La guerre éternelle) – francuska seria komiksowa z gatunku science-fiction, której autorami są Joe Haldeman (scenariusz) i Marvano (adaptacja tekstu pierwotnego i rysunki), zrealizowana na podstawie powieści Haldemana pod tym samym tytułem. W oryginale ukazała się w latach 1988–1989 nakładem wydawnictwa Dupuis. Po polsku została wydana po raz pierwszy w magazynie „Komiks” w latach 1990–1991. Nakładem Egmont Polska w 2009 ukazało się wydanie zbiorcze z poprawionym tłumaczeniem, zaś w 2016 wznowienie w wydaniu zbiorczym w oprawie twardej i formacie powiększonym. Kontynuacją Wiecznej wojny jest seria Wieczna wolność.

## Fabuła
W 2010 grupa żołnierzy szkoli się, by stworzyć pierwszą drużynę gwiezdnych wojowników. Wśród rekrutów jest William Mandella, szeregowiec, który pragnął zostać fizykiem, a nie żołnierzem. W tym czasie statek kosmiczny z Ziemi zostaje zniszczony przez nieznane istoty. Wybucha ponadtysiącletnia wojna.

## Tomy
| Tom | Tytuł i rok I wydania polskiego       | Tytuł i rok I wydania oryginalnego   |
| --- | ------------------------------------- | ------------------------------------ |
| 1   | Szeregowiec Mandella 2010/2020 (1990) | Soldat Mandella 2010/2020 (1988)     |
| 2   | Porucznik Mandella 2020/2203 (1991)   | Lieutenant Mandella 2020/2203 (1989) |
| 3   | Major Mandella 2203/3177 (1991)       | Major Mandella 2203/3177 (1989)      |